# Alvin Roth
Pour les articles homonymes, voir Roth.
Alvin E. Roth (né le 19 décembre 1951) est un économiste américain. Il est récipiendaire en 2012 du Prix de la Banque de Suède avec Lloyd Shapley pour leur théorie des allocations stables et la pratique de la conception de marchés.
Roth est professeur à l'université Stanford. Il a aussi occupé la chaire George Gund Professor of Economics and Business Administration à la Harvard Business School et a été professeur à l'université de Pittsburgh.
Roth a produit des contributions significatives dans les domaines de la théorie des jeux et de l'économie expérimentale. Il est connu pour l'importance qu'il porte à appliquer la théorie économique à des solutions pour des problèmes concrets,. 